# 猪熊幸夫
猪熊 幸夫（いのくま ゆきお、1920年1月2日 - ）は、日本の射撃競技（ライフル射撃）選手。警察予備隊（のちに陸上自衛隊）所属。1952年ヘルシンキオリンピックに初の日本代表射撃選手として出場、1956年メルボルン・1960年ローマ大会にも連続出場した。またアジア競技大会2大会に出場。スモール・ボア・ライフル伏射種目で、1958年東京アジア大会では金メダルを獲得、1960年ローマオリンピックで6位入賞を果たした。

## 経歴
三重県出身。明治大学卒業。明治大学体育会射撃部は大学射撃部としては最古の歴史を持つとされ、第二次世界大戦後には師尾源蔵（日本ライフル射撃協会創設者）をはじめ平尾真、安齋實、岡田伝三、石崎育造といったOBらの努力によって射撃部の活動が再開されていた。
1952年ヘルシンキオリンピックに出場（所属は警察予備隊）、スモール・ボア・ライフル伏射で17位。オリンピックでは第1回大会から射撃競技が設けられているが、日本の射撃競技参加はこれが最初であった。猪熊はこの大会で日本から出場した射撃競技唯一の選手であった（コーチとして安齋實が同行した）。
1954年アジア競技大会（マニラ）では、50mライフル伏射・50mライフル3姿勢・300mライフル3姿勢の3種目に出場。
1956年メルボルンオリンピックでは、スモール・ボア・ライフル3姿勢とスモール・ボア・ライフル伏射の2種目に出場（所属は自衛隊富士学校）。
1958年アジア競技大会（東京）では、50mライフル伏射で金メダル。
1960年ローマオリンピックにも出場（所属は防衛庁）。スモール・ボア・ライフル伏射で6位入賞を果たした。